# MC-ambulans
MC-ambulans är en motorcykel med påhängsvagn anpassad och ombyggd till fortskaffningsmedel för ambulanstransporter. Det finns sådana både inom industriländer i storstadsmiljö och i utvecklingsländer där vägar är obefintliga eller för undermåliga för att tillåta biltransport.

## Motorcykelambulanser i Sverige
I storstadsträngseln är motorcykelambulansen ett bra komplement till en ordinarie ambulans. Med en motorcykel kan man snabbt få fram en sjuksköterska till patienten, många gånger är tiden avgörande, speciellt vid hjärtstopp. MC-ambulansen är utrustad med defibrillator, syrgas, brandsläckare, läkemedel och fixationsutrustning. MC-ambulansen larmas alltid ihop med en ordinarie ambulans. Personalen som kör dessa motorcyklar är sjuksköterskor inom ambulanssjukvården som fått fördjupad körutbildning av trafikpolisens mc-enheter.
Kring 2008  fanns två MC-ambulanser i Göteborg, som användes vid evenemang som konserter, idrottsevenemang, tillställningar i staden när det blev mycket folk, cykellopp etc. Motorcyklarna användes ca 25-35 gånger per år. De har nu tagits ur bruk och avvecklats.

## Motorcykelambulanser i u-länder
Särskilt i Afrikas centrala delar är vägarna i stora områden så dåliga eller rent obefintliga, att det även med terrängfordon är svårt att ta sig fram. Det har därför utvecklats billiga ambulansfordonskombinationer med en mindre eller medelstor enkel och billig kinesisk eller indisk motorcykel med möjlighet att hänga på en tvåhjulig släpkärra med en liggstol, som medger att patienten transporteras i halvliggande, vilket är skonsammare för patienten än i sittande eller liggande ställning.
En motorcykelambulans tar sig fram på stigar, i bäckraviner, kan bäras över hinder, genom vattendrag och översvämningsområden som inte är framkomliga för vanliga bilar och många gånger inte heller utan stora svårigheter med terränggående fordon.
Idén till motorcykelambulanser har till en del svensk bakgrund inom projektet Eezer med initiativ taget av Lars Klingsbo under hans vistelse i Kenya. Inledningsvis tillverkades kärrorna i Sverige, men målsättningen är att successivt övergå till lokal produktion.

### Målgrupp patienter
Motorcykelambulanser används för svåra sjukdomsfall då det ofta är långt till närmaste hälsocentral eller annan sjukvård. De har visat sig särskilt väl ägnade för kvinnor med sena komplikationer under graviditet eller inför förlossning, där de annars fått bäras på bår.